# Theodor Franz Christian von Seckendorff
Graf Theodor Franz Christian von Seckendorff-Gutend (31. Oktober 1801 in Kölzen; 17. September 1858 in München) war ein preußischer Diplomat.

## Familie
Theodor Franz Christian von Seckendorff wurde als Sohn des Freiherrn (seit 1816 Graf) Adolph Franz Carl von Seckendorff, königlich-großbritannischer und braunschweig-lüneburgischer Kammerherr, Direktor der Stände des Stifts Merseburg und Erbherr auf Kölzen und Starsiedel sowie dessen Ehefrau Amalie Sophie Elisabeth geborene Gräfin von Hardenberg (1767–1848), geboren. Von seinen Geschwistern sind namentlich bekannt:
- Carl von Seckendorff (* 5. Januar 1800 in Gera; † 2. Januar 1870), preußischer Oberbergrat;
- Franz August von Seckendorff (* 6. Dezember 1805; † unbekannt), königlich-preußischer Geheimer Revisionsrat, verheiratet mit Clementine Luise (* 29. Mai 1813; † unbekannt), geb. von Zerssen;
- Graf Karl Adolf Friedrich von Seckendorff (* 24. August 1798; † 3. Juli 1827),[3] königlich preußischer Regierungsrat und Vorsteher der königlichen Militär- und Baukommission in Berlin, verheiratet mit Juli (* 24. April 1796; † unbekannt), geb. von Adelebsen.

Theodor Franz Christian von Seckendorff war seit dem 21. April 1839 mit Gräfin Helene August Sophie (* 3. März 1811 in Schlawa; † 31. Mai 1876 in Potsdam) verheiratet, eine Tochter des Grafen Carl Stanislaus von Fernelmont (1785–1847), Kammerherr, Regierungsrat und Freiherr von Baritz und Erbherr auf Schlawa. Gemeinsam mit seiner Ehefrau hatte er fünf Söhne und eine Tochter::
- Kurt Bernhard von Seckendorff (* 26. Juni 1840; † 22. August 1895) ⚭ 1873 Hertha Freiin von Gaertner Griebenow (1853–1892)
- Götz Burkhard von Seckendorff (* 22. Februar 1842; † 1910); Kammerherr und Oberhofmeister
- Gertrude Magdalene von Seckendorff (* 18. Februar 1846) ⚭ Lewis Pocock († 1893)
- Wolf Reinhard von Seckendorff (* 29. Juli 1848)
- Hans Gotthard von Seckendorff (* 16. November 1849)
- Max Gebhard von Seckendorff (* 1. Dezember 1852; † 28. August 1911)

⚭ 1873 Charlotte Holly (1856–1894)
⚭ 1905 Julia Davidson (1866–1929)

## Leben
Bis zu seinem 12. Lebensjahr erfolgte seine schulische Ausbildung durch Hauslehrer in Kölzen und Merseburg. Von 1813 bis 1819 besuchte er die Klosterschule Roßleben in Thüringen und begann 1819 das Studium der Rechte an der Universität Halle, die er an der Universität Göttingen weiter führte und an der Universität Berlin abschloss. Während seines Studiums wurde er 1819 Mitglied des engeren Vereins der burschenschaftlichen Quellengesellschaft in Halle.
Im Juli 1822 wurde er durch seinen Onkel, Staatskanzler Karl August von Hardenberg im Ministerium der auswärtigen Angelegenheiten angestellt. Im April 1825 erfolgte seine Versetzung an die Gesandtschaft nach Dresden, dort wurde er im Februar 1826 zum Legationssekretär ernannt und kam 1827 als solcher nach Kopenhagen und 1832 nach Kassel. Nach einer kurzen Verwendung in der Zeit von Mai bis Oktober 1833 als Legationsrat bei der Gesandtschaft in Madrid wurde er anschließend zum Legationssekretär bei der königlichen Mission in London ernannt. Während der Abwesenheit des eigentlichen Missions-Chefs, Freiherr Heinrich von Bülow, führte er mehrfach selbständig dessen Geschäfte weiter, so dass er aufgrund seiner mehrfach geäußerten Bitte, einen selbständigen Gesandten-Posten zu erhalten, im Dezember 1837 als Geschäftsträger in Brüssel ernannt wurde; dort wurde er 1840 abberufen und blieb bis April 1841 ohne Verwendung. 1841 kam er als außerordentlicher Gesandter und bevollmächtigter Minister an den königlichen Hof in Hannover, von dort wechselte er 1847 auf die Gesandtschaftsposten in Brüssel, 1852 nach Stuttgart und von April 1858 an, als Nachfolger von Heinrich Friedrich Philipp von Bockelberg, nach München.
Zum Zeitpunkt seines Todes war Theodor Franz Christian von Seckendorff Wirklicher Geheimer Rat.

## Auszeichnungen
- 1827 wurde er zum Kammerherrn ernannt.
- 1832 erhielt er den Königlich Preußischen St. Johanniter-Orden.
- Rechtsritter des Johanniterordens.
- Ritter des roten Adlerordens 2. Klasse mit dem Stern.
- Er erhielt das Großkreuz des Königlichen Hannoverschen Guelphen-Ordens.
- Er war Träger des Herzoglich Braunschweigischen Ordens Heinrichs des Löwen.
- Er erhielt den Königlichen Belgischen Leopoldorden.
- Er erhielt das Großkreuz des Königlichen Württembergischen Friedrichs-Ordens.